# Twechar
Twechar est un village situé dans l'East Dunbartonshire, en Écosse. En 2020 la population de Twechar est estimée à 1 340 habitants.